# Rd Mochtar
Hadji Rd Mochtar (Cianjur, 1918 – ...) è stato un attore indonesiano.
Di nobile discendenza, fu scoperto da Albert Balink e lanciato per la prima volta in Pareh - Il canto della risaia (1936), che si rivelò un flop. Tuttavia con l'uscita di Terang Boelan dell'anno successivo, che al contrario fu un enorme successo commerciale, crebbe in popolarità tanto che trascorse quasi sessant'anni nel Cinema, diventando anche uomo d'affari e agricoltore.

## Filmografia
Durante i suoi oltre sessant'anni di carriera, Mochtar è apparso in sessantanove film.
- Pareh - Il canto della risaia (1936)
- Terang Boelan (1937)
- Fatima (1938)
- Siti Akbari (1940)
- Gagak Item (1939)
- Garoeda Mas (1941)
- Boedjoekan Iblis (1941)
- Moestika dari Djemar (1941)
- Bengawan Solo (1949)
- Terang Bulan (1950)
- Sedap Malam (1950)
- Bantam (1950)
- Rindu (1951)
- Surjani Mulia (1951)
- Sepandjang Malioboro (1951)
- Marunda (1951)
- Main-Main Djadi Sungguhan (1951)
- Dunia Gila (1951)
- Hidup Baru (1951)
- Rodrigo de Villa (1952)
- Leilani (1953)
- Gara-gara Hadiah (1953)
- Pegawai Tinggi (1954)
- Gara-gara Djanda Muda (1954)
- Berdjumpa Kembali (1955)
- Hadiah 10.000 (1955)
- Gadis Sesat (1955)
- Kamar Kosong (1956)
- Harta Angker (1956)
- Djandjiku (1956)
- Wanita Indonesia (1958)
- Tak Terduga (1960)
- Limapuluh Megaton (1961)
- Asmara dan Wanita (1961)
- Tauhid (1964)
- Singa Betina dari Marunda (1971)
- Si Gondrong (1971)
- Bengawan Solo (1971)
- Malin Kundang (Anak Durhaka) (1971)
- Deru Campur Debu (1972)
- Dalam Sinar Matanya (1972)
- Perkawinan (1972)
- Tokoh (1973)
- Jembatan Merah (1973)
- Ibu Sejati (1973)
- Gara-gara (1973)
- Dosa di Atas Dosa (1973)
- Mei Lan, Aku Cinta Padamu (1974)
- Si Doel Anak Modern (1976)
- Sesuatu yang Indah (1976)
- Remaja 76 (1976)
- Pembalasan Naga Sakti (1976)
- Dukun Beranak (1977)
- Balada Dua Jagoan (1977)
- Jangan Menangis Mama (1977)
- Hamil Muda (1977)
- Cobra (1977)
- Krakatau (1977)
- Karate Sabuk Hitam (1977)
- Remaja Idaman (1979)
- Di Sini Cinta Pertama Kali Bersemi (1980)
- Bercanda Dalam Duka (1981)
- Merenda Hari Esok (1981)
- Tirai Malam Pengantin (1983)
- Sunan Kalijaga dan Syech Siti Jenar (1985)
- Nyi Mas Gandasari (1989)
- Tutur Tinular (1989)
- Ketika Dia Pergi (1990)
- Tutur Tinular II (1991)